# Pivovarna Union
La Pivovarna Union (Fabbrica di birra Union) è un birrificio sloveno di Lubiana che produce l'omonima birra.

## Storia
Il birrificio fu fondato nel 1864 come una piccola azienda di famiglia da Ivan e Pietro Kosler come birreria Kosler. L'effettiva nascita del marchio Union risale al 1909 quando i fratelli Kosler, a causa dell'aumento delle vendite e del grande potenziale del mercato dell'allora Impero austro-ungarico, fondarono la società per azioni Pivovarna Union col contributo dell'istituto per il credito e il commercio di Vienna. Tale società per azioni era costituita dall'unione della birreria dei fratelli Kosler con le birrerie Reininghaus AG e Puntigam di Graz.
Tra il 1910 e il 1926 la Pivovarna Union acquisì varie piccole fabbriche di birra slovene. Nel 1910 acquisì a Lubiana le birrerie Auer e Perless, nel 1911 la fabbrica di birra Perless di Kočevje, nel 1912 la birreria Smidt di Škofja Loka, nel 1916 la birreria Mayr di Kranj e Zimmerman di Lesce, nel 1917 la birreria Stare brewery di Mengeš, nel 1918 la birreria Frählich di Vrhnika, nel 1924 la Pivovarna Laško e infine, nel 1926, la Thomas Gatz di Maribor. Tutte le fabbriche di birra acquisite smisero di produrre la birra indipendentemente, quindi la Pivovarna Union rimase l'unica fabbrica di birra nella Banovina della Drava. Successivamente alcuni marchi tornarono indipendenti sul mercato, come ad esempio la Pivovarna Laško. Nel 1925 la Pivovarna Union superò la produzione di 100.000 ettolitri di birra.
Nonostante le difficoltà causate dallo scoppio della Seconda Guerra Mondiale, nel 1945 la fabbrica produsse 45.000 ettolitri di birra. Nel 1946, quando la RS Slovenia era parte integrante della Repubblica Socialista Federale di Jugoslavia, la società fu nazionalizzata. Nel 1963, la produzione di birra salì a più di 220.000 ettolitri ed iniziarono le prime esportazioni verso l'Italia.